# Die Vergeltung des roten Korsaren
Die Vergeltung des roten Korsaren (Originaltitel: Il figlio del corsaro rosso) ist ein italienischer Kostüm- und Abenteuerfilm aus dem Jahre 1958 von Primo Zeglio mit Lex Barker in der Hauptrolle. Der Geschichte lag der 1908 veröffentlichte Roman Il figlio del corsaro rosso von Emilio Salgari zugrunde.

## Handlung
Handlungsort: Die Karibik im 18. Jahrhundert. Der See- und Edelmann Enrico di Ventimiglia durchkreuzt mit seinem Segelschiff die unsicheren Gewässer Mittelamerikas, um den oder die Schuldigen aufzuspüren, denen er die Schuld am Tod seines Vaters vor 15 Jahren, des berühmten „Roten Korsaren“, und seiner Halbschwester Neala gibt. Zu seiner großen Überraschung findet der Korsar, nachdem er mit seinem Schiff eine spanische Galeone aufgebracht und mit dem Schurken van Hais auch den Mörder seines Vaters dingfest gemacht hat, heraus, dass Neala noch leben soll. Van Hais behauptet, er habe Neala damals in ein Kloster nach Maracaibo verbracht, wo sie von Nonnen aufgezogen wurde. In Windeseile steuert der Sohn des „Roten Korsaren“ die im äußersten Nordwesten Südamerikas liegende Hafenstadt an und besucht den Konvent. Dort teil die Mutter Oberin Enrico mit, dass sich bereits vor zwei Tagen zwei Männer nach Nealas Verbleib erkundigt hätten. Neala selbst, die nichts von der Korsarenvergangenheit ihres Vaters weiß, steht nunmehr im Dienst der Marquesa Carmen di Montélimar. Enricos Halbschwester weiß nicht, dass sie in Wahrheit die Tochter einer Königin des indigenen Stammes der Darién ist, also der hiesigen Ureinwohner, und somit auch Herrscherin über einen beträchtlichen Schatz, wie gemunkelt wird.
Dafür weiß der skrupellose spanische Gouverneur von Panama davon und plant kurz darauf die Entführung von Neala. Der Machtmensch verspricht sich von dem perfiden Frauenraub einen großen Gewinn, denn Neala soll als Thronerbin bald in den Besitz großer Mengen an Gold kommen, das dem Stamm ihrer Vorfahren gehört. Der Deal: Nach der Entführung Nealas will der Gouverneur den Darién anbieten, deren Prinzessin Neala wieder freizulassen, wenn die Stammesindianer im Gegenzug dazu bereit sind, das Gold herauszurücken. Der perfide Gouverneur plant jedoch, zuvor Neala töten zu lassen und den Indiokriegern ein anderes Mädchen unterzuschieben. Doch so weit ist es noch längst nicht, denn noch arbeitet Neala für die feurige Marquesa Carmen, die Enrico bei seiner Kaperfahrt auf der erstürmten Galeone kennengelernt hatte. Beide haben sich dabei ineinander verliebt. Als Enrico sich um Neala kümmern will, schlagen die Entführer des Gouverneurs zu und nehmen Neala mit zu ihrem Auftraggeber. Ein Wettlauf mit der Zeit beginnt, doch Enrico di Ventimiglia wäre nicht der Sohn des „Roten Korsaren“, wenn er nicht einen tollkühnen Plan entwerfen und ebenso säbelschwingend wie schießend den Schurken die Hölle heiß machen würde. Im Zweikampf Mann gegen Mann befreit er Neala aus den Händen des Despoten und gibt den Darién schließlich ihre Anführerin zurück.

## Produktionsnotizen
Die Vergeltung des roten Korsaren entstand 1958 in Italien und wurde auch dort am 26. Juni 1959 uraufgeführt. Die deutsche Premiere war am 20. Mai 1960.
Fede Arnaud war Produktionsleiter. Die Filmbauten entstanden aus den Händen von Mario Chiari und Alfredo Montori. Sergio Leone war Regieassistent.

## Synchronisation
| Rolle                             | Darsteller       | Synchronsprecher    |
| --------------------------------- | ---------------- | ------------------- |
| Enrico di Ventimiglia             | Lex Barker       | Reinhard Glemnitz   |
| Carmen di Montélimar              | Sylvia Lopez     | Rosemarie Fendel    |
| Neala di Ventimiglia              | Vira Silenti     | Ursula Herwig       |
| Miguel di Montélimar              | Luciano Marin    | Horst Raspe         |
| Don Juan de Sasebo                | Antonio Crast    | Thomas Reiner       |
| Paquita                           | Vicky Lagos      | Eva Pflug           |
| Gouverneur Marquese di Montélimar | Fanfulla         | Werner Peters       |
| José                              | Livio Lorenzon   | Horst Sommer        |
| Kapitän                           | Gianni Solaro    | Horst Naumann       |
| Mendoza                           | Saro Urzì        | Willy Friedrichs    |
| Sergeant Barrejo                  | Roberto Paoletti | Wolfgang Eichberger |

## Kritiken
Lexbarker.net kommt zu folgender Beurteilung: “'Die Vergeltung des Roten Korsaren' ist ein farbenprächtiger Abenteuerfilm mit abwechslungsreichen Schauplätzen: anfangs auf hoher See, nachher in einer Hafenfestung, in einem Palast, auf dem Land und schlussendlich in einer Burg. Das sind so ziemlich alle denkbaren Motive für einen Kostümfilm. (…) Lex spielt erfrischend und mit unglaublich viel Charme. Ihm scheint die Arbeit Spaß zu machen. Dieser Film bietet für ihn auch die ideale Plattform: er darf reiten, fechten, kämpfen. Diese Darstellung gehört sicherlich zu seinen engagiertesten der anstehenden Italien-Phase.”
Im Lexikon des Internationalen Films heißt es: „Farbenfroher Abenteuerfilm mit positiven Filmhelden und nobler Gesinnung, der abwechslungsreiche, romantische Unterhaltung ohne Tiefgang bietet.“